# ورنر واگلین
ورنر واگلین (انگلیسی: Werner Wägelin; ۷ اوت ۱۹۱۳ – ۲۸ فوریهٔ ۱۹۹۱) دوچرخه‌سوار اهل سوئیس بود.